# 10183 Ampère
10183 Ampère è un asteroide della fascia principale. Scoperto nel 1996, presenta un'orbita caratterizzata da un semiasse maggiore pari a 2,2639437 UA e da un'eccentricità di 0,1392350, inclinata di 0,37655° rispetto all'eclittica.
L'asteroide è dedicato a André-Marie Ampère, fisico francese che gettò le basi del moderno elettromagnetismo.